# António Burity da Silva
António Burity da Silva (Luanda, Angola, 1 de fevereiro de 1913 – ) foi um funcionário público e político luso-angolano. Foi deputado à Assembleia Nacional portuguesa, durante o Estado Novo, entre 1961 e 1965.

## Biografia
Nasceu em Luanda, em 1913. Nos anos 1930, ingressa nos serviços aduaneiros. Foi, depois, diretor dos Serviços Culturais e presidente da Associação Africana do Sul de Angola e vogal da Comissão Administrativa dos Bairros Indígenas de Nova Lisboa. Na década de 1950, fixa-se em Lisboa, matriculando-se no Instituto Superior de Estudos Ultramarinos, onde tirou o curso. Ingressa nos quadros do Ministério do Ultramar, no qual ascendeu a chefe de repartição em finais dos anos 1960.
Foi deputado na VIII Legislatura da Assembleia Nacional (1961–1965), em Portugal, pelo círculo de Angola, durante o regime ditatorial do Estado Novo. Enquanto deputado, integrava a Comissão do Ultramar. Participou na 25.ª Assembleia Geral da ONU, em 1970, representando Portugal nas comissões de Assuntos Jurídicos e Orçamento e Administração.